# Ophiogomphus caudoforcipus
Ophiogomphus caudoforcipus là loài chuồn chuồn trong họ Gomphidae. Loài này được Yousuf & Yunus mô tả khoa học đầu tiên năm 1977.